# Bobjonesite
La bobjonesite è un minerale.

## Etimologia
Il nome è in onore del mineralogista amatoriale statunitense Robert Jones (1926- ), detto Bob.